# Numbur
Der Numbur (auch Numberchuli, Shorong Yul Lha) ist ein vergletscherter Berg im Himalaya in der Gebirgsgruppe Rolwaling Himal.
Der 6958 m hohe Numbur liegt an der Grenze der nepalesischen Verwaltungszonen Janakpur und Sagarmatha. Der Numbur befindet sich 43 km südwestlich vom Mount Everest. 
Ein Bergkamm führt nach Osten zum 2,26 km entfernten Khatang (6790 m oder 6853 m).
Weitere Bergkämme führen nach Norden und Süden. Der Numbur ist von kleineren Gletschern umgeben. An der Nordostflanke liegt der Lumdinggletscher, an der Südostflanke der Dudhkundgletscher und im Westen der Zurmochegletscher.

## Besteigungsgeschichte
Der Numbur wurde am 29. Mai 1963 durch Hiroshi Matsuo und Mingma Tserin, Teilnehmern einer japanischen Expedition, von Süden kommend angeblich erstbestiegen.
Diese erfolgreiche Besteigung des Numbur wird jedoch von vielen angezweifelt.
Im Oktober 1981 gelang einer französischen Expedition die mutmaßliche Erstbesteigung des Numbur über den Südwestgrat. Jean-Pierre Henry, Christian Rathat und Mingma Sherpa erreichten den Gipfel am 14. Oktober. Am 17. Oktober folgten Eric Laroche, Jean-François Le Quang und Philippe Veyrac.
Eine Zweitbesteigung gelang einer neuseeländischen Expedition am 29. März 1982 (Peter McInally, Rob Hall, Bill King, Steve Lassche und Gavin Tweedie) ebenfalls über den Südwestgrat.
Weitere Besteigungen des Numbur folgten in den Jahren darauf.